# Kim Young-hee (Basketballspielerin)
Kim Young-hee (* 17. Mai 1963 in Ulsan; † 31. Januar 2023) war eine südkoreanische Basketballspielerin. Mit einer Körpergröße von 2,02 Metern war sie die größte Basketballspielerin, die an Olympischen Spielen teilnahm.

## Karriere
Kim Young-hee gewann mit der südkoreanischen Nationalmannschaft bei den Asienspielen 1982 und 1986 die Silbermedaille. Bei den Olympischen Sommerspielen 1984 gewann Kim mit dem südkoreanischen Team ebenfalls Silber. 1987 wurde Kim in der Vorbereitung auf die Olympischen Sommerspiele 1988 bewusstlos und unterzog sich einer Gehirnoperation. Später wurde bei ihr Akromegalie diagnostiziert. Seitdem litt sie an Komplikationen wie einem Hirntumor und kämpfte über 30 Jahre mit der Krankheit.
Kim Young-hee starb am 31. Januar 2023 im Alter von 59 Jahren.